# Listă de locuri desemnate pentru recensământ (CDP) din statul Georgia (Statele Unite)
- Prezenta pagină este o listă de locuri desemnate pentru recensământ (CDP) - în engleză census designated places - din statul Georgia din Statele Unite ale Americii.

- Pentru orașele (în engleză cities) din Georgia, vedeți Listă de orașe din statul Georgia (Statele Unite).
- Vedeți și Listă de târguri și sate din statul Georgia (Statele Unite).
- Vedeți și Listă de locuri desemnate pentru recensământ (CDP) din statul Georgia (Statele Unite).
- Vedeți și Listă de comunități neîncorporate din statul Georgia (Statele Unite).

## Locuri desemnate pentru recensământ deUSCB

### F
- Fort Benning South, Georgia, comitatul Chattahoochee
- Fort Stewart, comitatul Bryan

### H
- Midway-Hardwick, comitatul Baldwin

### M
- Midway-Hardwick

## Alte legături interne
- Categorie:Liste de orașe din Statele Unite după stat
- Categorie:Liste de târguri din Statele Unite după stat
- Categorie:Liste de districte civile din Statele Unite după stat
- Categorie:Liste de sate din Statele Unite după stat
- Categorie:Liste de comunități desemnate pentru recensământ din Statele Unite după stat
- Categorie:Liste de comunități neîncorporate din Statele Unite după stat
- Categorie:Liste de localități dispărute din Statele Unite după stat
- Categorie:Liste de rezervații amerindiene din Statele Unite după stat
- Categorie:Liste de zone de teritoriu neorganizat din Statele Unite după stat